# La Forêt et le Bûcheron
La Forêt et le Bûcheron est la seizième fable du livre XII de Jean de La Fontaine situé dans le troisième et dernier recueil des Fables de La Fontaine, édité pour la première fois en 1693 mais daté de 1694.

## Texte de la fable
Un Bûcheron venait de rompre ou d'égarer

Le bois dont il avait emmanché sa cognée.

Cette perte ne put si tôt se réparer

Que la Forêt n'en fût quelque temps épargnée.

             L'Homme enfin la prie humblement

             De lui laisser tout doucement

             Emporter une unique branche,

             Afin de faire un autre manche.

Il irait employer ailleurs son gagne-pain ;

Il laisserait debout maint chêne et maint sapin

Dont chacun respectait la vieillesse et les charmes.

L'innocente Forêt lui fournit d'autres armes.

Elle en eut du regret. Il emmanche son fer.

             Le misérable ne s'en sert

             Qu'à dépouiller sa bienfaitrice

             De ses principaux ornements.

             Elle gémit à tous moments.

             Son propre don fait son supplice.

Voilà le train du Monde et de ses sectateurs : 

On s'y sert du bienfait contre les bienfaiteurs.

Je suis las d'en parler ; mais que de doux ombrages

             Soient exposés à ces outrages,

             Qui ne se plaindrait là-dessus !

Hélas ! j'ai beau crier et me rendre incommode :

             L'ingratitude et les abus

             N'en seront pas moins à la mode.
— Jean de La Fontaine, Fables de La Fontaine, La Forêt et le Bûcheron, texte établi par Jean-Pierre Collinet, Fables, contes et nouvelles, Gallimard, « Bibliothèque de la Pléiade », 1991, p. 487